# Gamayun Saxum
Il Gamayun Saxum è una struttura geologica della superficie di 101955 Bennu.